# Gare de Markham
La gare de Markham est une gare de trains de banlieue à Markham en Ontario. La gare est située sur Main Street Markham au nord de Bullock Drive et de Parkway Avenue. La gare est desservie par la ligne Stouffville de GO Transit.

## Situation ferroviaire
La gare est située au point milliaire 47,0 milles (75,6 km) de la subdivision Uxbridge de Metrolinx, à voie unique, entre les gares de Centennial et de Mount Joy.
Depuis la gare de Centennial, la ligne se dirige vers l'est. À moins de dix minutes à l'est, la ligne s'approche de la gare de Markham. Virage vers le nord, la ligne traverse des lotissements plus récents avant d'arriver à la gare de Mount Joy, près de la limite nord du développement de banlieue de Markham.

## Histoire
La gare de Markham a été construite par le Toronto & Nipissing Railway en 1869, alors que sa construction progressait vers le nord depuis Scarborough Junction. Il s'agissait d'une structure rectangulaire en bois avec un toit en appentis pour abriter les passagers sur le quai, suivant un modèle similaire à celui des autres gares construites par le Toronto & Nipissing ailleurs à la même époque. Elle contenait une salle d'attente, une salle de bagages et le bureau de l'agent de la gare. Le premier train est arrivé de Toronto le 1er juillet 1871, alors que la construction au nord d'Uxbridge était toujours en cours. Le service au-delà d'Uxbridge a commencé en octobre de la même année.
L'adoption généralisée de l'écartement standard de 1 435 mm dans les années 1880 ainsi que les lignes concurrentes dans la région ont rendu le Toronto & Nipissing largement non rentable, et elle ainsi que plusieurs autres lignes secondaires à proximité ont cherché à fusionner sous le Midland Railway of Canada. Alors que les négociations étaient en cours en 1881, le Midland Railway a financé l'achèvement d'un troisième rail pour supporter les trains à écartement normal le long de la partie sud du Toronto & Nipissing. Le Toronto & Nipissing a été officiellement fusionné avec le Midland Railway le 1er avril 1882.
Markham n'a été desservie directement par le Midland Railway que pendant une courte période, car le Grand Tronc l'a louée à partir du 1er janvier 1884. En 1886, la gare voyait un total de six trains de passagers par jour. Alors que le Grand Tronc remplaçait activement de nombreuses gares de ses prédécesseurs, y compris celles construites par le Toronto & Nipissing, la gare de Markham est restée relativement intacte. Un ajout mineur a été fait vers 1900 sous la forme d'une fenêtre en saillie pour améliorer la visibilité depuis le bureau de l'agent de la gare. Au cours des deux décennies suivantes, le Grand Tronc a connu des difficultés financières qui ont abouti à sa nationalisation et à sa fusion avec le Canadien National en 1923.
Lorsque les automobiles ont commencé à faire leur apparition au début du XXe siècle, le nombre de passagers des lignes secondaires a été l'un des premiers à en ressentir leseffets. Plusieurs anciennes routes de diligence de la région ont été transformées en autoroutes provinciales dans les années 1920, ce qui a permis une circulation automobile plus importante et à des vitesses plus élevées qu'auparavant. Le service à destination de Markham a chuté à cinq départs par jour en 1940, puis à seulement trois par jour en 1958. Le Canadien National a progressivement remplacé le matériel conventionnel utilisé sur ces trains par des wagons diesel automoteurs Budd, dont l'exploitation était beaucoup moins coûteuse. La position de Markham en tant que banlieue de Toronto a fini par préserver le peu de service voyageurs qui restait, et le peu de train de banlieue qui restait a été tronqué à Stouffville en 1970. En 1974, il n'y avait qu'un départ par jour en direction du nord et un autre en direction du sud.
Le Canadien National a détaché son service de transport de passagers sous le nom de Via Rail Canada en 1976, qui est devenu une société d'État distincte en 1977. Via a assuré le service vers Stouffville jusqu'à ce qu'elle soit supplantée par GO Transit en 1982, qui a progressivement augmenté le service vers Markham au fur et à mesuere de l'amélioration de l'achalandage. La gare a été désignée par le gouvernement fédéral en vertu de la Loi sur la protection des gares ferroviaires patrimoniales en 1992, ce qui protège contre toute tentative de démolition future. La ville de Markham a acheté le bâtiment de la gare en 2000 et a entrepris sa restauration, l'utilisant comme centre communautaire en plus des installations existantes de GO Transit.

La gare vers 1900
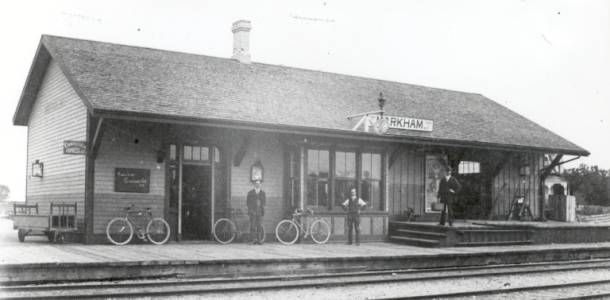
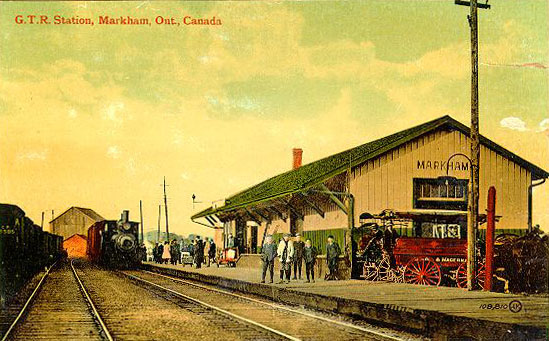

## Service des voyageurs

### Accueil
La billetterie de GO Transit est ouverte en semaine de 5 h 40 à 11 h 45, fermée les fins de semaine et jours fériés. L'ambassadeur de la gare GO peut aider les clients à configurer un type de tarif ou à définir un trajet par défaut sur la carte Presto. Les clients disposent également d'options en libre-service, notamment l'achat d'un billet papier dans un distributeur automatique de billets, le chargement d'une carte Presto dans un distributeur automatique de billets compatible avec Presto, l'achat d'un billet électronique avec leur téléphone intelligent et le paiement au valideur avec une carte de crédit sans contact ou une carte Presto.
La gare est équipée d'une salle d'attente, d'un abri de quai chauffé, des toilettes, d'un stationnement incitatif, d'un téléphone payant, et d'un débarcadère. La gare est accessible aux fauteuils roulants.

### Dessert
À partir du 8 avril 2023, six trains partent de la gare d'Old Elm et s'arrêtent à cette gare pour se rendre à la gare Union de Toronto pendant la période de pointe du matin. L'après-midi, six trains s'arrêtent à cette gare en direction d'Old Elm.
Un service de bus en heures creuses est proposé entre Uxbridge et la gare Union de Toronto, à l'exception des gares de Milliken, d'Agincourt et de Kennedy. Les bus à destination d'Uxbridge en direction du nord nécessitent une correspondance à la gare de Mount Joy ou à la gare d'Old Elm.

### Intermodalité
La gare de Markham est desservie par la ligne 54 entre le terminus d'autobus de l'autoroute 407 et la gare de Mount Joy, et la 71 vers Uxbridge, les gares d'Old Elm et Union.
La ligne 102D Markham Road de la Commission de transport de Toronto relie Major Mackenzie Drive et la station Warden toute la journée, tous les jours. La ligne dessert l'arrêt sur Main Street Markham devant la gare. Le tarif de York Region Transit (YRT) est exigé à bord le bus, et le tarif de TTC oblige lors du débarquement au sud de Steeles Avenue.
La gare est également desservie par la 301 Markham Express de YRT entre le terminus Finch et la gare de Mount Joy aux heures de pointe. Ainsi, un autobus scolaire vers l'École secondaire catholique de Saint-Frère-André dessert la gare les jours d'école.
Ainsi, le service Mobility On-Request Markham Local est un service d'autobus à la demande. Un véhicule marqué YRT prend les passagers et les dépose à l'arrêt qu'ils ont demandé. Le service de bus à la demande fonctionne en semaine entre 6h et 19h45. Les passagers peuvent réserver un trajet pendant les heures d'ouverture en appelant le 1-844-667-5327 au moins 60 minutes à l'avance. Les représentants du service à la clientèle aideront à planifier le trajet en proposant le meilleur plan de trajet. Les tarifs habituels de l'YRT s'appliquent pour ce trajet, et l'opérateur accepte tous les moyens de paiement de l'YRT, y compris la carte Presto, l'application YRT Pay, l'application Transit, la carte de crédit, la carte de débit et la monnaie exacte.

## Patrimoine ferroviaire
Elle est reconnue en tant que lieu patrimonial en 1992. C'est une des rares gares à avoir survécu à l'ère du chemin de fer à voies étroites. La voie a été convertie à l'écartement normal en 1883. Le bâtiment est à ossature de bois, et peinture polychromatique.

Le bâtiment en 2012
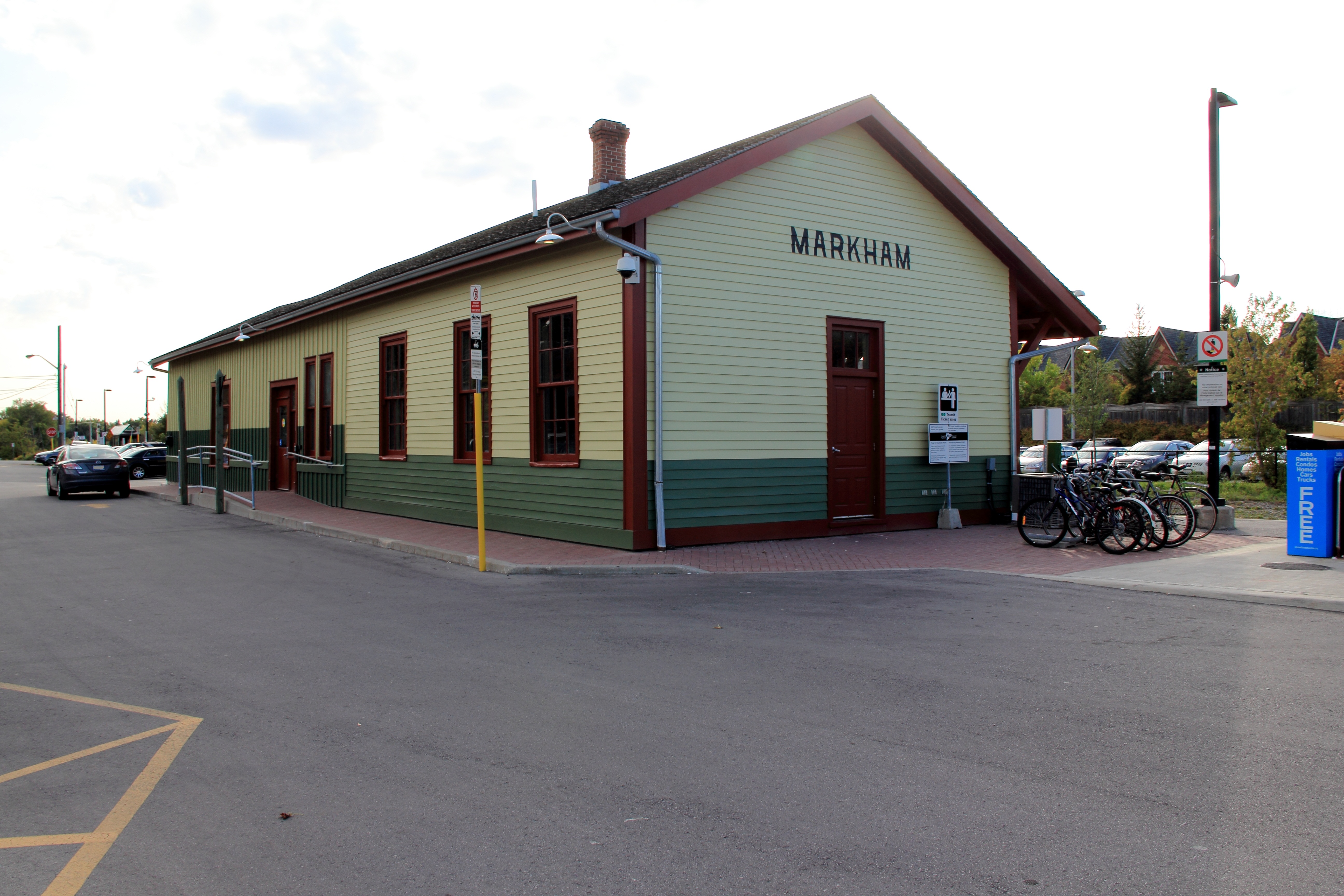
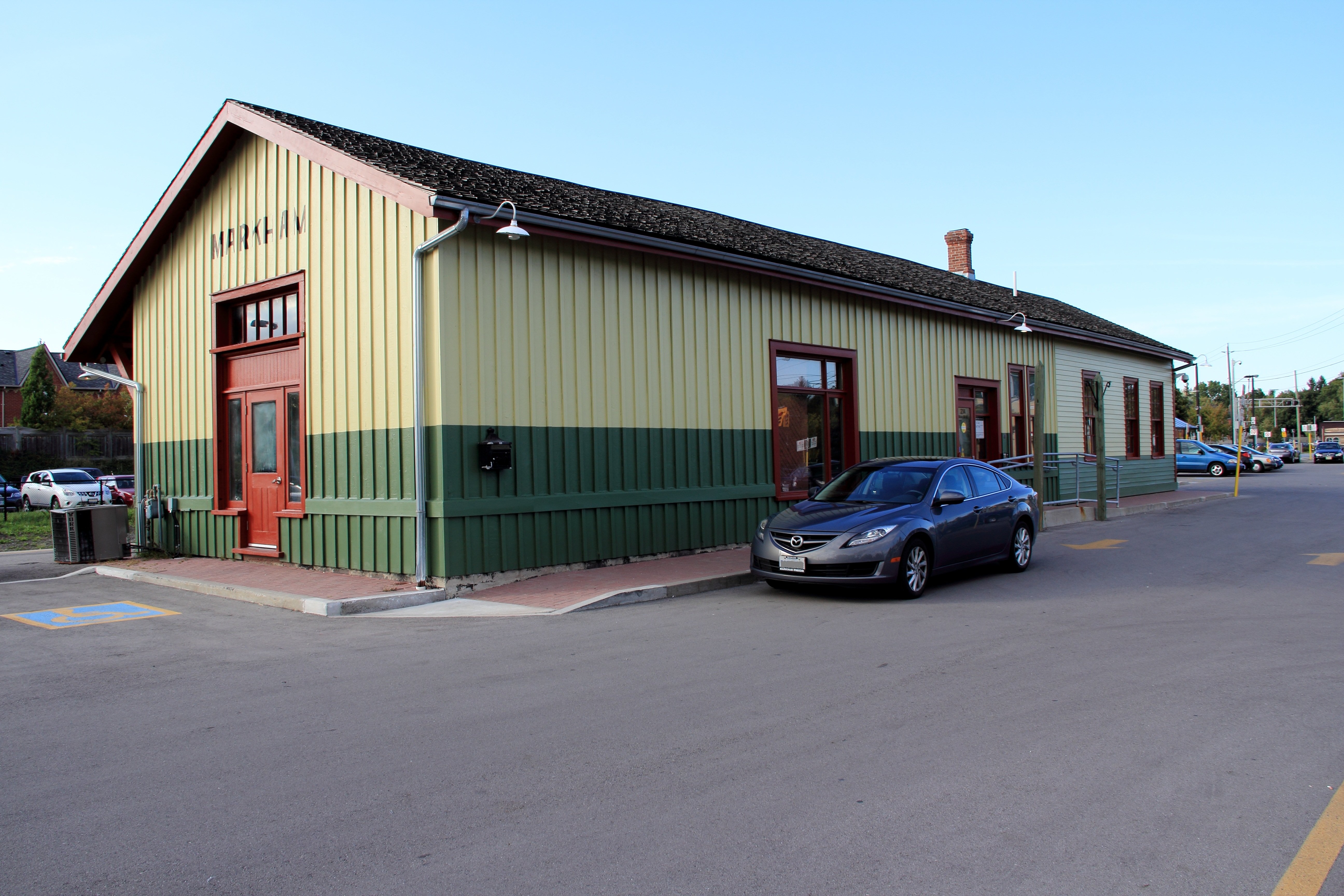